# Gilbert Brown
Gilbert Dawson Brown jr. (Harrisburg, 5 settembre 1987) è un ex cestista statunitense.